# Vivyan Leonora Eyles
Vivyan Leonora Eyles (geboren 1909 in Australien; gestorben 6. November 1982) war unter dem Pseudonym Lydia Holland eine britische Schriftstellerin.

## Leben
Vivyan Leonora Eyles war die älteste Tochter der Schriftstellerin Leonora Eyles (1861–1905) und des Arztes Alfred William Eyles. Die Familie zog nach London, wo 1912 und 1914 zwei Geschwister geboren wurden. Kurz darauf ging die Ehe in die Brüche, und ihre Mutter zog die drei Kinder alleine auf.
Eyles besuchte das Cheltenham Ladies’ College und studierte Literatur. Sie  arbeitete als Lecturer für Englisch an der University of Liverpool. Sie heiratete 1934 den italienischen Anglisten Mario Praz (1896–1982), der seinerzeit einen Lehrauftrag in Liverpool wahrnahm, und zog zu ihm nach Rom. Sie hatten die 1938 geborene Tochter Lucy Praz. Das Eheleben war 1942 faktisch beendet. Nach der Annullierung der Ehe 1947 heiratete sie 1948 den deutschen Historiker Wolfgang Fritz Volbach (1892–1988), der 1933 in Deutschland als Sohn einer jüdischen Mutter verfolgt wurde und sich von 1933 bis 1945 im Vatikanstaat und in Rom aufhielt. Volbach unterstützte britische Kriegsgefangene, die nach der Kapitulation Italiens 1943 entlassen worden waren und sich vor den deutschen Besatzern in Latium versteckt hielten, dabei lernten die beiden sich kennen. Sie hatten einen 1946 geborenen Sohn, der als Kind bei einem Unfall starb. Eyles zog mit ihrem Mann und Sohn und Tochter nach Mainz, wo Volbach nach dem Krieg als Museumsleiter im Römisch-Germanischen Zentralmuseum Karriere machte. Vivyan Eyles-Volbach wurde auf dem Wiesbadener Südfriedhof beerdigt.
Unter dem Pseudonym Lydia Holland übersetzte sie ins Englische und schrieb mehrere Romane.
Ihre Mutter veröffentlichte 1941 ein Stück Autobiografie unter dem Titel For My Enemy Daughter. Die Tochter Lucy Praz starb 2011 in Rom.

## Werke (Auswahl)
Unter dem Namen Lydia Holland
- The Evil Days Come Not. Roman. London : Victor Gollancz, 1947
- The Stepson. London, 1952
- The Initial Error. London : P. Davies, 1960
- The Honeyed Life. London : P. Davies, 1961

Übersetzungen
- Alberto Moravia: The Women of Rome. Übersetzung Lydia Holland. 1949
- Carl Blümel: Greek Sculptors at Work. Übersetzung Lydia Holland. London : Phaidon Press, 1955